# Antonio García Bartolomé
Antonio García Bartolomé (Barcelona, 1932- Barcelona, 26 de febrero de 2012) fue un destacado dibujante, historietista, ilustrador y pintor, nacido en el barrio barcelonés de Vallcarca, que se sentía cómodo en toda clase de géneros: histórico, aventuras, misterio, romántico, capa y espada, entre otros. Inició su carrera profesional sobre el año 1955 en Editorial Bruguera. Firmaba habitualmente como Antonio García, A. García o BART. Fue un artista muy prolífico y una buena parte de sus obras fueron distribuidas en el mercado internacional.
Considerado el rey del cómic romántico, la Associació de col·leccionistes de Tarrasa le dedicó el año 2022 una exposición monográfica con una recopilación de algunas de sus obras originales y reproducciones.
Los caballos mueren al amanecer, un documental premiado de la realizadora Ione Atenea, se dedica íntegramente a Antonio García; a su hermana Rosa, cantante de ópera; y a su hermano Joan, a partir de les sus obras, fotografías, audios y otros objetos personales encontrados en el domicilio familiar de los tres hermanos, ocupado por la citada realizadora años después de su muerte.

## Publicaciones
Series: 1955 La Familia Poony (La Risa, época II) 1956 El Capitán Tormenta (La Risa, época II) 1957 Aunque le cueste creerlo (Pulgarcito); colectiva 1975 La Brigada Fantástica (Sacarino), a partir de un guion de Andreu Martín
Seriales en Editorial Bruguera: 1961 As de Corazones (Bruguera, 326 números); diversos episodios
Ilustraciones en publicaciones: Boletín del Club Dhin || Bravo / El Cachorro (reed.1976) || Jordi (sello Bruguera) || La Risa (época II, 1956) || Pulgarcito || Red Dixon 1956 || Sacarino || Sissi, Cuadernos de Novelas Gráficas / Sissi, Selección de Novelas Gráficas || Sissi, Revista Femenina || Super Pulgarcito (época II)
Ilustraciones en monografías de Editorial Bruguera: 1957 El Robinson Suizo. 1957 Cinco semanas en globo. 1958 Los Cazadores de Cabelleras. 1959 Vida de Pío XII 1959 La Jerusalén libertada. 1963 La Isla de la Aventura 1967 El Príncipe Feliz y otros cuentos.